# Vụ rơi An-12 Juba 2015
Ngày 4 Tháng 11 năm 2015, một máy bay chở hàng Antonov An-12 bị rơi gần sông Nile Trắng ngay sau khi cất cánh từ sân bay quốc tế Juba (IATA: JUB, ICAO: HSSJ).. Đã có 41 người chết, hai người sống sót, mặc dù một sau đó qua đời, chỉ còn lại một cô gái trẻ là người sống sót duy nhất. Phi hành đoàn của chiếc máy bay gồm năm người Armenia và một người Nga.

## Máy bay bị nạn
Chiếc máy bay bị nạn một chiếc Antonov An-12BK, số đăng ký EY-406 (Tajikistan), msn 01347704, được sản xuất vào năm 1971 tại nhà máy TAPOiCh. Nó được vận hành bởi Allied Services Ltd, một công ty logistics có trụ sở tại Nam Sudan tại sân bay Juba, cho thuê từ hãng Asia Airways của Tajikistan.